# Уиппл, Фред Лоуренс
Фред Лоуренс Уиппл (англ. Fred Lawrence Whipple, 1906−2004) — американский астроном.

## Биография
Родился в Ред-Оке (штат Айова), в 1927 году окончил Калифорнийский университет в Лос-Анджелесе. В 1927—1929 годах преподавал в Калифорнийском университете в Беркли, в 1930—1931 годах работал в Ликской обсерватории. С 1931 года работал в Гарвардском университете и Гарвардской обсерватории (в 1950—1977 годах — профессор астрономии), где проработал в общей сложности более 70 лет. В 1955—1973 годах был директором Смитсоновской астрофизической обсерватории.
Основные труды в области исследований комет, метеоров, планетарных туманностей, проблем эволюции звезд и Солнечной системы. В 1933 Открыл астероид №
1252 Целестия. Открыл также 6 новых комет, одна из которых, периодическая комета 1933 V, названа именем Уиппла. Предложил модель ядра кометы как смеси льдов с вкрапленными частицами метеорного вещества (теория «грязного снежка»). Выполнил многочисленные исследования верхней атмосферы путём фотографических и радионаблюдений метеоров; в 1962—1973 годах руководил программой фотографирования метеоров и поисков выпавших на поверхность Земли метеоритов, которая осуществлялась НАСА. В 1958—1972 годах был научным консультантом НАСА и руководителем многих других работ этой организации: службы оптического слежения за искусственными спутниками Земли, проектов долговременных орбитальных астрономических станций и т. д. Одним из первых оценил результаты пионерских радиоастрономических исследований К. Янского; совместно с Д. Гринстейном рассмотрел возможную природу наблюдавшегося Янским космического радиоизлучения.
Член Национальной АН США (1959), член многих других академий наук и научных обществ.
В 1992 году подписал «Предупреждение человечеству».
В его честь названы астероид № 1940, кратер в области северного полюса на обратной стороне Луны, Обсерватория Уиппла в Аризоне, Щит Уиппла и Дом Уиппла на Британских Виргинских островах. Единственный, открытый Уипплом 19 февраля 1933 года в обсерватории Ок-Ридж астероид (1252) Целестия он назвал в честь своей матери Целестии Макфарлан Уиппл.

## Награды
- Награда Президента США за выдающиеся достижения на федеральной гражданской службе (1963)
- Медаль Леонарда Общества метеоритики (1970)
- Золотая медаль Королевского астрономического общества (1983)
- Медаль Кэтрин Брюс (1986)
- Премия Генри Норриса Рассела Американского астрономического общества (1987)
- Премия Уиппла Американского геофизического союза (1990)

## Публикации
- Уиппл Ф.Л. Земля, Луна и планеты. — Москва: Наука, 1967.